# Wawa (Sprache)
Wawa ist eine vom Aussterben bedrohte mambiloide Sprache, welche in einer kleinen Region Mittelkameruns und einem benachbarten Viertel in Ostnigeria gesprochen wird.
Die bantoide Sprache wird in dreizehn Dörfern westlich von Banyo in der Bankim-Subdivision innerhalb der Mayo-Banyo-Division im Substaat Adamaua gesprochen.
Wawa wird von nur noch 3.000 Einwohnern der beiden Länder gesprochen und hat drei Hauptdialekte, die größte davon ist das Gandua.
Alle Sprecher des Wawa sind zweisprachig und verwenden in zunehmendem Maße die alleinige Amtssprache Französisch, während sie vor der französischen Herrschaft in Kamerun auch Fulfulde und Deutsch (in Deutsch-Kamerun) sprachen.